# HMS Shannon (1803)
Pour les autres navires du même nom, voir HMS Shannon.
La HMS Shannon était une frégate de 36 canons de la Royal Navy construite à Frindsbury sur la rivière Medway sur l'estuaire de la Tamise. Elle a été achevée le 3 septembre 1803 pendant les guerres napoléoniennes. Son nom a été changé de Pallas à Shannon peu de temps avant la construction, traditionnellement un mauvais présage pour un navire. Dans son cas, elle a fait naufrage trois mois après son lancement.

## Naufrage
Il était attachée à la flotte de la Manche et passa les mois suivants sous la direction de son capitaine, Edward Leveson-Gower, en patrouille au large du cap de la Hague à la recherche de navires côtiers français et de corsaires tentant de s'échapper du port normand de Cherbourg. Le brick de 18 canons HMS Merlin, dirigé par Edward Pelham Brenton, l'accompagnait.
À 20 heures le 10 décembre, trois mois seulement après son achèvement, le navire a été perdu sur l' île de Tatihou, près de Barfleur, directement sous une batterie ennemie. Il y eut un gros coup de vent et dans l'obscurité, Leveson-Gower perdit sa position après avoir perdu de vue le phare de Barfleur. En supposant qu'il avait de la place pour la mer, il a essayé de porter autour; une marée sous le vent a attrapé le Shannon et l'a écrasée directement sur les rochers. Le Merlin a repéré la terre grâce à un éclair et a pu disparaître avec le temps.
Des efforts pendant la nuit pour alléger le Shannon ont réussi à ce qu'il finisse par flotter, mais il était si plein d'eau qu'il s'est à nouveau mis à la terre et il était évident qu'il était perdue. Au cours de ces efforts, une batterie française a tiré sur le Shannon, la frappant de quelque 60 coups de feu et tuant trois hommes en blessant huit.  À 20h30 le Shannon a frappé .  L'équipage survivant a pu se précipiter à terre indemne, où les troupes françaises garnissant la batterie au-dessus de l'épave les ont capturés. Certains bateaux de pêche français menés par l'enseigne Lacroix ont pris possession du Shannon et ont vu que sa coque était si endommagée qu'elle serait impossible à renflouer. 
Merlin est revenu sur le rivage le 16 à 11h30, a dépêché deux bateaux de marines et de marins pour détruire le Shannon afin d'empêcher les Français de récupérer ses armes et ses magasins. Malgré le feu nourri des batteries de l'île, les pensionnaires ont pu brûler et détruire la frégate sans subir une seule victime.

## Conséquences
Edward Pelham Brenton était le frère cadet du capitaine Jahleel Brenton, qui était captif à Verdun, où Leveson-Gower le rejoindra en janvier 1804. Environ trois ans après la perte du Shannon, Leveson-Gower et ses officiers retournèrent en Angleterre. Là, une cour martiale les a honorablement acquittés de tout blâme pour la perte.